# József Bajza
József Bajza (ur. 31 stycznia 1804 w Szűcsi, zm. 3 marca 1858 w Peszcie) – poeta, krytyk i publicysta węgierski.

## Życiorys
Pochodził z rodziny szlacheckiej. Pod wpływem ojca został prawnikiem. Ukończył studia na Uniwersytecie w Peszcie. Od wczesnej młodości wykazywał zdolności literackie. Debiutował w 1822 roku wierszami publikowanymi w almanachach. W 1828 opublikował w jednym z czasopism
dzieło Teoria epigramatu (Az epigramma teoriája), dzięki któremu zyskał uznanie jako krytyk literacki.
Od 1832 członek akademii nauk. Redagował czasopisma. Był pierwszym dyrektorem Peszteńskiego Teatru Węgierskiego (późniejszy Teatr Narodowy). Po upadku rewolucji 1848-49 popadł w obłęd.